# Марио Хосен
Марио Хосен е български и австрийски солист цигулар.

## Биография
Роден е в Пловдив. Марио свири от 6-годишен. Първата цигулка е подарена от баба му Мария Бъчварова, педагог и солистка на Пловдивското певческо дружество. На 8-годишна възраст е солист на Пловдивската филхармония. Завършва Училище за музикално и танцово изкуство „Добрин Петков“ като ученик на Дарина Данкова, след което е приет с пълна двугодишна стипендия и продължава образованието си в Университета за музика и сценични изкуства Виена, в класа на световноизвестния цигулков педагог Михаел Фришеншлагер. На 17-годишна възраст Марио Хосен изпълнява първия концерт за цигулка на Паганини с блестящ успех, което поставя началото и на международната му солова кариера в над 35 държави. Получава австрийско гражданство в интерес на Република Австрия. Дипломира се с награда на австрийското министерство на културата за високи творчески постижения. Специализира в Париж в класа на големия френски цигулар Жерар Пуле. 
Марио Хосен е солист с международна репутация и гастролира с едни от най-реномираните световни оркестри, между които Лондонски филхармоничен оркестър, Виенския симфоничен оркестър, Academy St. Martin in the Fields, English Chamber Orchestra, Виенски камерен оркестър, Брукнер оркестър Линц, Большой симфонический оркестр имени П. И. Чайковского, Симфоничен оркестър на Българското национално радио, Софийска филхармония и много други. Особена популярност му носят изпълненията на концертите и 24-те капричии на Николо Паганини, както и цигулковите сонати на Лудвиг ван Бетховен. Редактор и изследовател на цялостното творчеството на Николо Паганини за цигулка и оркестър за едно от най-старите музикални издателства в света „Musikhaus Doblinger“ Виена. Записва за италианската звукозаписна компания „Dymanic“ световни премиери на произведения на Паганини.
Той е почетен професор в Нов български университет и гост професор в Япония, със завидна преподавателска кариера и студенти, носители на едни от най-високите отличия от конкурси и фестивали в Европа и Азия. Проф. Хосен е удостоен с престижната награда „София“ за музика и с наградата на ФМ Класик Радио. Той свири на цигулка „Гуаданини“ от 1749 г., която му е предоставена от Австрийската национална банка. Артист на Thomastik Infeld и брандов посланик на Пежо, България. От 2019 г. проф. Хосен е артистичен директор на „Варненско лято“.
Хосен живее и твори във Виена от 1991 г.

## Дискография
- Johann Sebastian Bach: Complete Sonatas for Violin & Harpsichord Vol. 2 (2021)
- Niccolo Paganini No. 1 and Max Bruch No. 2 Violin Concertos (2021)
- Johann Sebastian Bach: Complete Sonatas for Violin & Harpsichord Vol. 1 (2020)
- Beethoven Complete Violin Sonatas (2020)
- Alessandro Rolla Duets for Flute and Violin – WORLD PREMIERE RECORDING (2019)
- The Spirit of Paganini – Paganini Violin Concerto No. 3 and some WORLD PREMIERE RECORDINGS (2018)
- Paganini – Le Streghe, I Palpiti, Non piu mesta, 1ST RECORDING OF THE PAGANINIS ORIGINAL VERSIONS (2017)
- Georg Friedrich Handel: Complete Violin Sonatas Op. 1 (2017)
- Mario Hossen INTERPRETA Nicolo Paganini (2017)
- Violin Impression (2015)
- Vivaldi, The Four Seasons (Le quattro stagioni) (2014)
- Niccolo Paganini – 24 Capricci (2013)
- Niccolo Paganini – Violin Concertos No. 2 and No. 4 (2013)
- Mendelssohn – Double concerto for Piano, Violin and Orchestra (2012)
- Franck/Debussy/Faure: Violin Sonatas (2007)
- Paganiniana (2004)
- Caprice Viennois – Works by Fritz Kreisler (1998)

## Издания
- Paganini, 24 Capricci  Urtext Edition, Doblinger Verlag Vienna 2012 ISMN 979-0-012-20148-9.
- Paganini, Vol. I,  Works for Violin and Orchestra  Urtext Edition: Le Streghe, Napoleon, Sonata movimento perpetuo, edition in standard tuning, Doblinger Verlag Wien 2018 DM 1503 ISMN 979-0-012-20602-6
- Paganini, Vol. I,  Works for Violin and Orchestra  Urtext Edition: Le Streghe, Napoleon, Sonata movimento perpetuo, edition in scordatura tuning, Doblinger Verlag Wien 2018 DM 1507 ISMN 979-0-012-41154-3
- Paganini, Vol. II,  Works for Violin and Orchestra  Urtext Edition: Non piu mesta, I Palpiti, Sonata Preghiera con variazioni nach Rossinis Mose in Egito(Moses Fantasy), edition in standard tuning, Doblinger Verlag Wien 2019 DM 1504 ISMN 979-0-012-20603-3
- Paganini, Vol. II,  Works for Violin and Orchestra  Urtext Edition: Non piu mesta, I Palpiti, Sonata Preghiera con variazioni nach Rossinis Mose in Egito(Moses Fantasy), edition in scordatura tuning, Doblinger Verlag Wien 2019 DM 1508 ISMN 979-0-012-41155-0
- Paganini, Vol. III,  Works for Violin and Orchestra  Urtext Edition: Suonata con variazioni, La Primavera, Maestosa suonata sentimentale, Doblinger Verlag Wien 2021 DM 1523 ISMN 979-0-012-20772-5